# Храм Успіння пресвятої Богородиці (Криворіжжя)
Храм Успіння Пресвятої Богородиці (Криворіжжя) (1800—1934) — храм, який знаходився у селі Криворіжжя Покровського району.

## Передісторія
Титулярний радник Євдоким Степанович Шидловський з 1798 року розпочинає клопотати про будівництво в Криворіжжі церкви. 20 червня 1799 І. Я. Селецький направив прохання Е. С. Шидловського і план межування землі під майбутню церкву преосвященному Гавриїлу, єпископу Новоросійському.
Після розгляду цього клопотання Феодосій Макаревський повідомляє: «На основаніи этихъ свѣдѣній, положительныхъ, ясныхъ и опредѣленныхъ, Новороссійская духовная Консисторія 20-го февраля 1800 года постановленіемъ своимъ опредѣлила разрѣшить помещику Шидловскому въ слободѣ его Криворожьѣ устроить церковь во имя Успенія Пресвятыя Богородицы. Святѣйшій Синодъ утвердилъ это опредѣленіе и указомъ отъ 23-го апрѣля 1800 года далъ знать объ этомъ епархіальному Начальству для дальнѣйшаго распоряженія и къ надлежащему исполненію».

## Історія

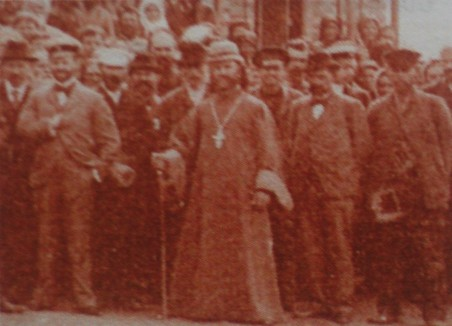
Священик Успенський

Будівництво церкви велося чотири роки. На ті часи, з урахуванням того, що церква була кам'яною і будувалася руками селян Криворіжжя, це було досить швидко. У 1804 році будівництво церкви було завершено. В прихід Успенської церкви крім Криворіжжя, виходячи з тексту вищенаведеного документа, увійшли села Добропілля, Миколаївка та Зубковка. Добропілля, судячи з усього, знаходилося в парафії Криворізької Успенської церкви до 1856 року. Пізніше, з виникненням рядом нових сіл, їх населення також зараховували до числа парафіян.
У 1908 році в приході Успенської церкви крім Криворіжжя входили села Іванівка, Завидово-Кудашеве, Завидово-Борзенко і Юр'ївка. Загальна кількість прихожан становило 2090 осіб, а до складу причту входили (з 1906 року) 19-річний псаломщик Олександр Олександрович Штейнбрюк, який здобув освіту в Катеринославській церковно-учительській школі і (з 1905 року) 26-річний священик Дмитро Іванович Успенський, що закінчила курси духовної семінарії. Залишається невідомим скільки років отець Дмитро служив в Успенському храмі, однак на адресу календарі Катеринославської губернії за 1916 рік як священика села Криворіжжі вже був зазначений отець Василь Яновський. Що стосується батька Дмитра Успенського, то він, за відомостями того ж джерела, був переведений в новий прихід у с. Селидівка. При зіставленні сучасної карти і «трехверсткі» 1868 чітко видно, що церква в селі перебувала на місці сучасних гаражів навпроти сучасної школи у перехрестя доріг. До теперішнього часу будівля церкви не збереглося. Не збереглося і його фотографії або зображення. Тільки розміри будівлі церкви відомі — 32 × 10 метрів.

### Радянський період
У 1925 році храм села Криворіжжя, належав обновленцям, чисельність прихожан складали 175 чоловік., 198 дружин.
У 1934 році церква була закрита. Будівля церкви після її закриття використовувалося як складське приміщення.

### Друга світова війна
В період Другої світової війни при проходженні фронту будівля зазнала артилерійському обстрілу. Окупаційні війська частково розібрали стіни будівлі, камінь з яких використовували для мощення вулиці.

### Післявоєнна доба
Після війни віруючі Криворіжжя відновили богослужіння, але будівля церкви для цього вже використовувати було не можна, так як воно було аварійним і загрожувало обвалом.
У 1950 році за клопотанням виконкому Добропільської райради депутатів трудящих уповноважений ради у справах православної церкви при Раді міністрів СРСР по Сталінській області К. Черноморченко підписав висновок такого змісту: "Беручи до уваги, що будівля побудована 146 років тому, піддалося артилерійському обстрілу в період Вітчизняної війни від чого утворилися тріщини, стіни будівлі знаходилися тривалий час без даху над головою внаслідок будівля прийшла в повне руйнування і загрожує обвалом, вважаю за можливе дозволити виконкому Добропільської Районні ради депутатів трудящих розібрати будівлю церкви в селі Криворіжжя, будівельний матеріал використовувати на будівлю будівель культурно-соціальних потреб населення ".

## Настоятелі
- Дмитро Іванович Успенський- 1905-?
- Василь Яновський